# Sana'a (chant)

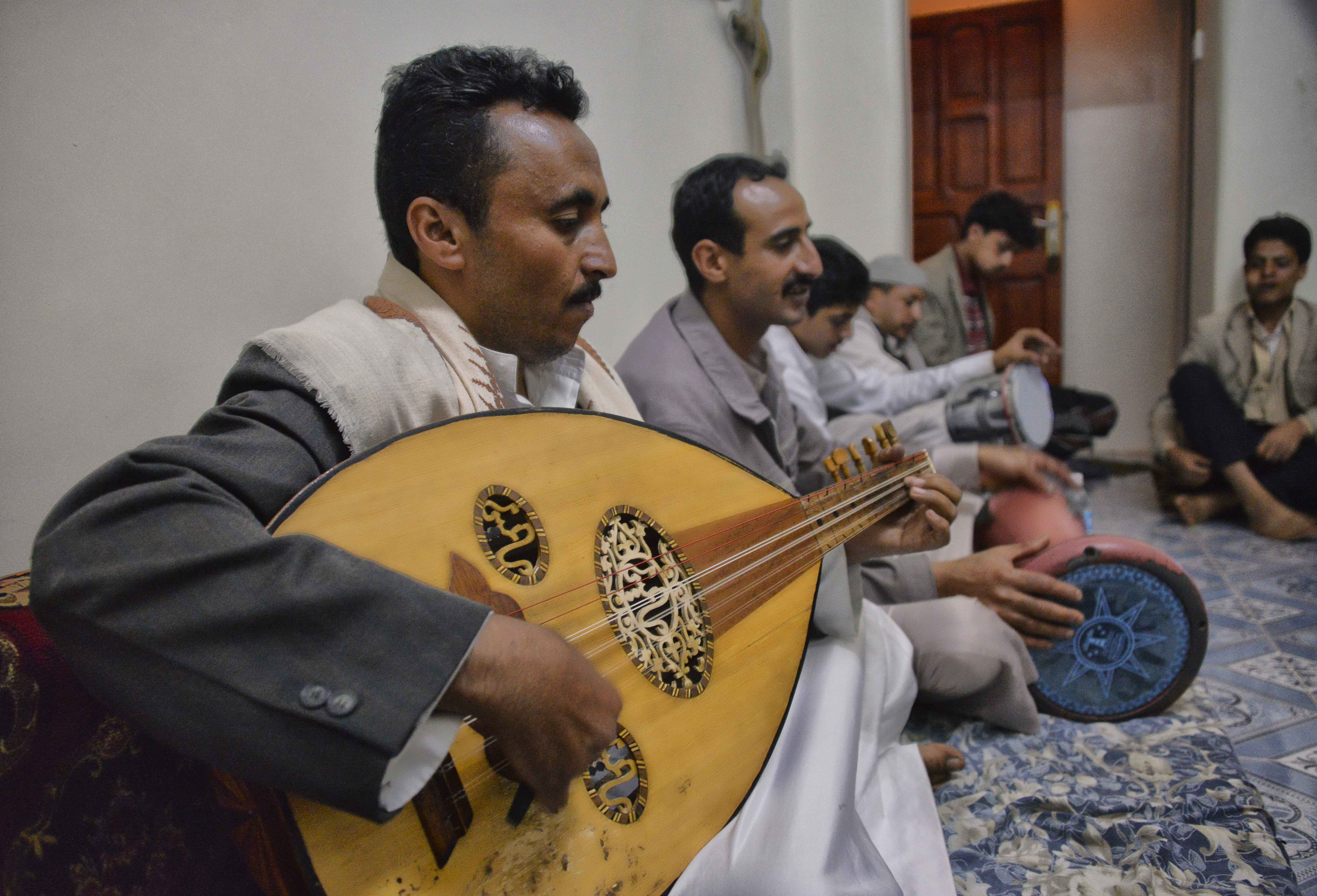
Un homme en train de chanter avec le Quambus.

Le chant de Sana'a (ou al-Ghina al-San'ani) est un ensemble  de chants traditionnels yéménites. Ces chants sont issus de quelques traditions poétiques du XIVe siècle,,.

## Instruments
Un chanteur soliste et deux musiciens participent : l'un joue avec un quambus, une forme de luth, en pinçant ses cordes avec un plectre. L'autre musicien joue avec un plateau en cuivre qui stabilise ce dernier avec les deux pouces et tape sur l'envers du plateau avec les 8 autres doigts pour donner un effet de résonance,,.

## Reconnaissance
Hasan al-´Ajamî (chanteur et luthier quambûs) et Mohammed Al-Kamîsî (percussionniste sur le plateau de cuivre) sont des musiciens notables. Ce type de musique est proclamé en 2003 et inscrit en 2008 sur la liste représentative du patrimoine culturel immatériel de l'humanité,.